# Congresso internazionale di filosofia di Bologna
Dal 5 all'11 aprile 1911 si tenne a Bologna il IV Congresso internazionale di filosofia. Vi parteciparono filosofi italiani e provenienti da ogni parte del mondo, tra i quali Henri Bergson, Émile Boutroux, Benedetto Croce, Guido De Ruggiero, Hans Driesch, Émile Durkheim, Federigo Enriques, Rudolf Eucken, Hermann von Keyserling, Joachim Kohler, Oswald Külpe, Paul Langevin, Nicolaji Losskij, Wincenty Lutoslawsky, Alexius Meinong, Giovanni Papini, Henri Poincaré, Ferdinand Canning Scott Schiller, Rudolf Steiner. Di alcuni che non poterono venire di persona furono lette le relazioni: è il caso di Roberto Ardigò, Piero Martinetti, Hans Vaihinger.
Congressi internazionali di filosofia si erano precedentemente tenuti a Parigi nel 1900 in occasione dell'Esposizione universale, a Ginevra nel 1904, a Heidelberg nel 1909. Nel 1911 fu scelta una sede italiana in occasione della celebrazione del 50º anniversario dell'Unità d'Italia. L'inaugurazione, a cui presero parte autorità governative e cittadine, ebbe luogo nell'aula magna dei giuristi dell'archiginnasio di Bologna alla presenza del duca degli Abruzzi Luigi Amedeo di Savoia-Aosta. Come consuetudine dei congressi internazionali dell'epoca, fu organizzata per i partecipanti una gita turistica a Ravenna.
Federigo Enriques fu il principale organizzatore del Congresso, che ebbe la particolarità di accogliere sia filosofi che scienziati. Questa impostazione non piacque a Benedetto Croce, che in un'intervista rilasciata a Guido De Ruggiero pubblicata da Il Giornale d’Italia il 15 aprile 1911 avviò una polemica con Enriques sui rapporti tra scienza e filosofia che avrebbe profondamente condizionato l'avvenire culturale d'Italia.